# Великая Кракотка
Великая Кракотка (бел. Вялі́кая Крако́тка) — деревня Слонимском районе Гродненской области Беларуси. Входит в состав Озерницкого сельсовета.

## Административное устройство
До 19 сентября 2013 года входила в состав упразднённого Селявичского сельсовета.

## География
От Слонима — около 30 км.

## История
В XVI-XVIII веках Кракотка была боярской деревней, это означает, что все ее жители были боярами. Бояре этого периода в Великом княжестве Литовском - это, конечно, не крупные феодалы, хорошо известные по российской истории, а привилегированная часть крестьян, которая несла гораздо меньшие повинности в пользу владельцев земли, чем остальные крестьяне (так называемые тяглые), а за это несли военную службу и выполняли различные поручения владельцев. Причем повинности эти были в основном денежные - уплата чинша (оброка).
История сохранила сведения о почти двухвековой борьбе жителей деревни Кракотка за свои права с слонимскими старостами Сапегами. Она подробно описана в книге Д.Л. Похилевича "Крестьяне-слуги в Великом княжестве Литовском в XVII-XVIII веках".
В 1661 году к королю Яну-Казимиру явилась делегация от разоренных боярских сел Переволоцкого войтовства - Крокотки, Лопухово и Шляпандки Слонимского староства с просьбой подтвердить их давние "королевские листы", которые сгорели во время войны. Перед городским Варшавским судом они присягнули, что по привилегиям предшественников Яна-Казимира они должны были платить только чинш (денежную повинность) и нести военную службу. Король подтвердил их прежние права и в составленной грамоте указал "всем, а Павлу Сапеге, гетману и старосте Слонимскому и его будущим преемникам особенно", чтобы за боярами названных сел были признаны их давние привилегии.
Долгое время старосты слонимские не возражали против этого, но в середине XVIII века стало гораздо выгоднее принуждать крестьян к отработке барщины, уплате оброка продуктами и перевозке грузов для хозяина, чем довольствоваться получением с них умеренного чинша - 5 злотых с волоки (21,3 гектара земли) в год. В 60-е годы XVIII века Слонимское староство было в руках М. Огинского. Он сдавал села в аренду и чтобы получить более высокую арендую плату указывал в договоре аренды, что крестьян можно привлекать к тяглым повинностям (барщине). Однако бояре этих сел, и в том числе Кракотки, упорно отказывались выполнять унизительные для них повинности и обжаловали действия Огинского в сейме. Сейм в 1766-1768 годах принял решение, что так как жители этих сел не имеют на руках оригинальных документов для обоснования своих прав, то обязать их нести обычные крестьянские повинности, а если они откажутся, то послать против кракотских бояр войска и произвести реквизиции. Решение сейма было приведено в жизнь в 1768 году. Для этого Огинский в Кракотки и Лопухово прислал полк татар в 500 коней, действия которого описали жители в своей жалобе "не только батоженьем жизнь и здоровье нищили, но несколько человек замучили, имущество наше уничтожили, скота 123 шт. забрали, кони тоже..., людей по 2 человека связали и под конвоем доставили во двор Грибов, где... просмоленным шнуром голых на бревно таскали и мучили, чтобы на чинш больший подписались". После пыток крестьяне были вынуждены согласиться на условия Огинского и совершенно добровольно согласились платить вместо 5 злотых с волоки 40 (!) и вдобавок давать бочку овса, 4 кур, 2 гусей, 40 яиц и 10 возов дров. Вскоре, этого Огинскому показалось мало и он решил добавить к этому отработку барщины на господских полях. Бояре искали защиты у суда и короля, но ничего не помогло - король только попросил Огинского, чтобы тот прекратил "побои, мучения и содержание крестьян в неволе". Но все осталось по старому. Королевские указания для магнатов ВКЛ не значили ничего.
Последний этап борьбы за свои права для кракотских бояр - это времена Российской империи. В 1820 году жители сел Кракотки, Лопухово и Шляпандки снова начали процесс о "давних правах" и дошли до Сената Российской империи. Однако и здесь они проиграли, в 1829 году им было окончательно отказано на основании решения сейма от 1768 года.
Подворье Жировичского монастыря долгое время было в Кракотке.

## Достопримечательности
- На горе — храм, каменная церковь (в 2011 году — 126 лет)
- Мужской монастырь (возник после 2000 г.)
- Источник (известен со Средневековья)
- Церковь XIX века.
- Столярная мастерская "Ель и дрель",  2012 г.
- История Великой Кракотки, её достопримечательности
- В библиотеке имени Янки Купалы установлен бюст поэта В. П. Тавлая

## Галерея

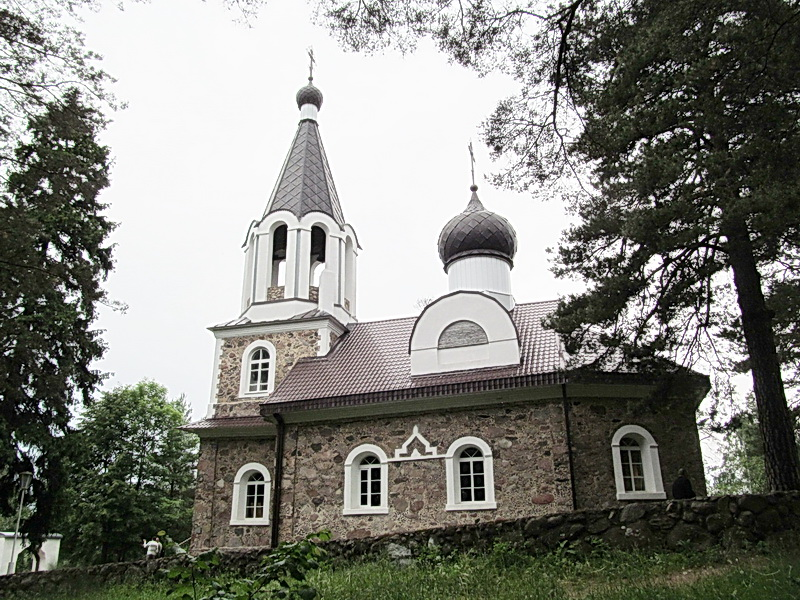
Церковь Рождества Богородицы
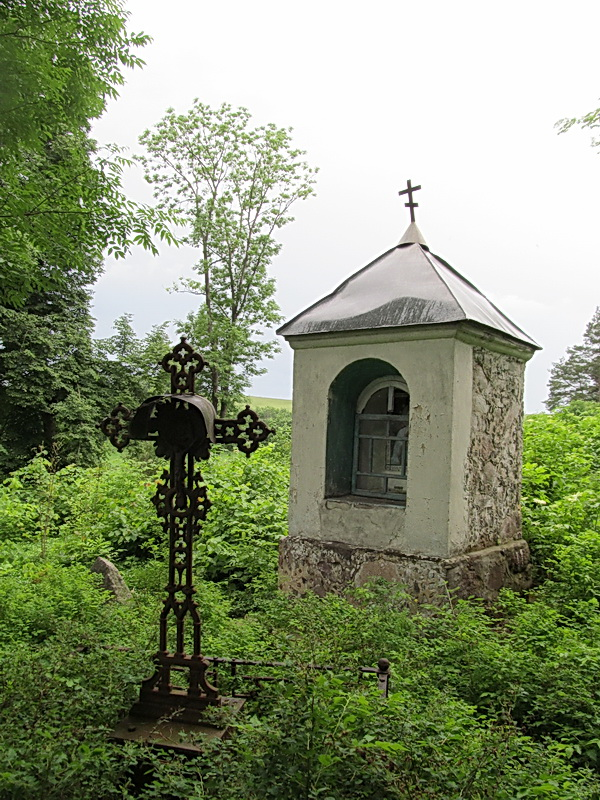
Часовня на кладбище
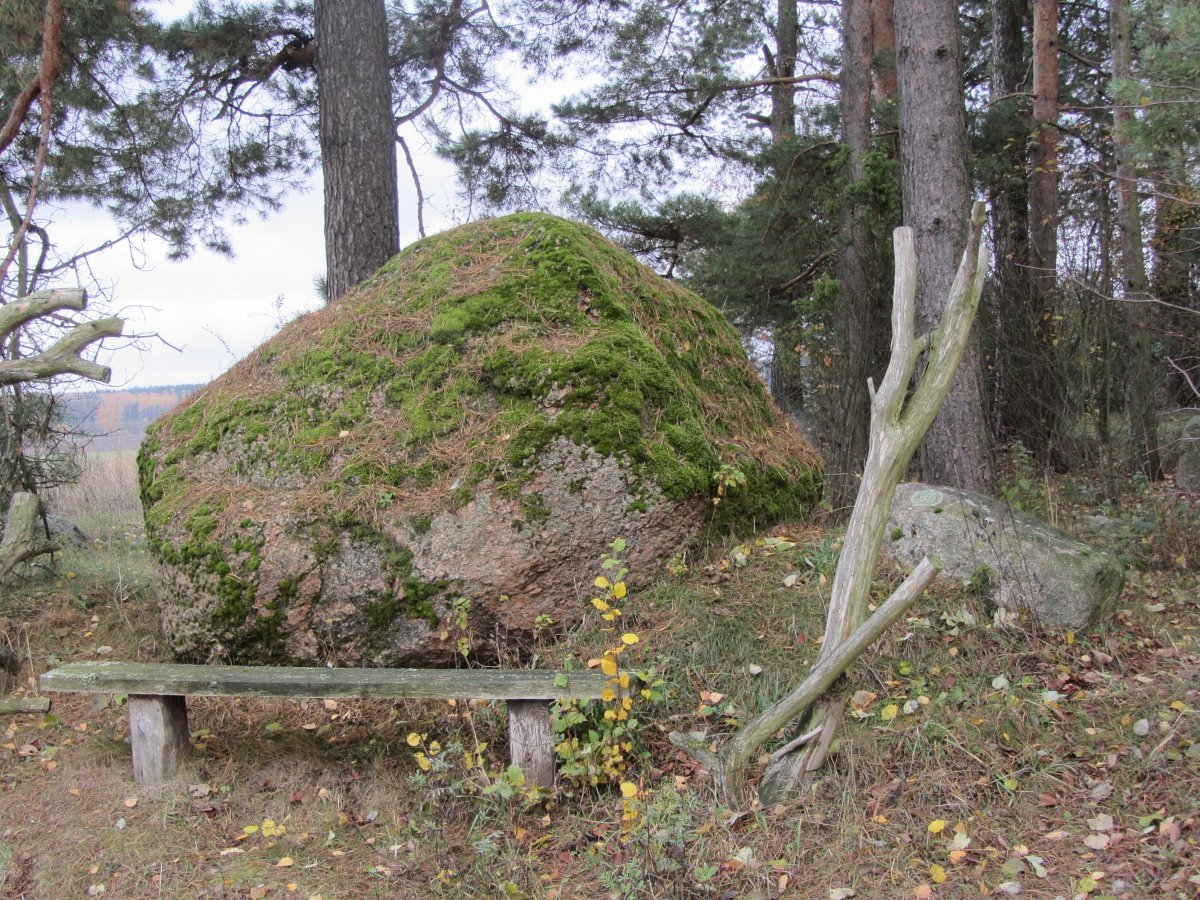
Камень - памятник природы
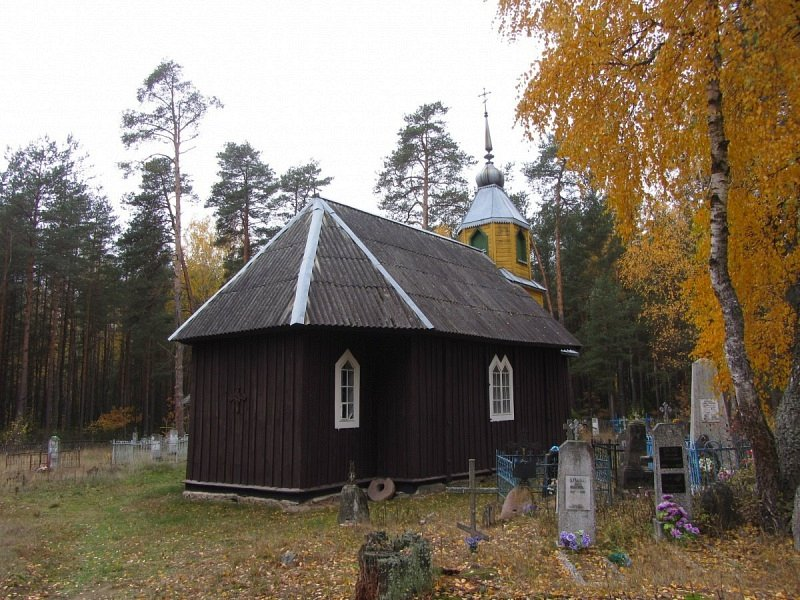
Свято-Иоанно-Предтеченская церковь

## Известные уроженцы и жители
- Иван Владимирович Соломевич (1938—2012) — белорусский литературовед, фольклорист, библиограф, переводчик, энциклопедист. Кандидат филологических наук (1971).